# Verein Frauenwohl
Verein Frauenwohl (meist  Verein „Frauenwohl“) waren  verschiedene Frauenvereine im Deutschen Reich. Der Berliner Mutterverein  bestand von 1888 bis 1920.

## Anfänge
Im Februar 1888 wurde eine Frauengruppe innerhalb der Deutschen Akademischen Vereinigung in Berlin gegründet. Vorsitzende wurde Minna Cauer. Seit 1893 arbeitete der Verein „Frauenwohl“ selbstständig. In dieser Zeit gründeten sich auch in anderen deutschen Städten  Vereine mit diesem Namen. Diese waren aber organisatorisch selbstständig, einige distanzierten sich  1897 sogar vom Berliner Mutterverein wegen dessen radikalen Ansichten.

## Ziele

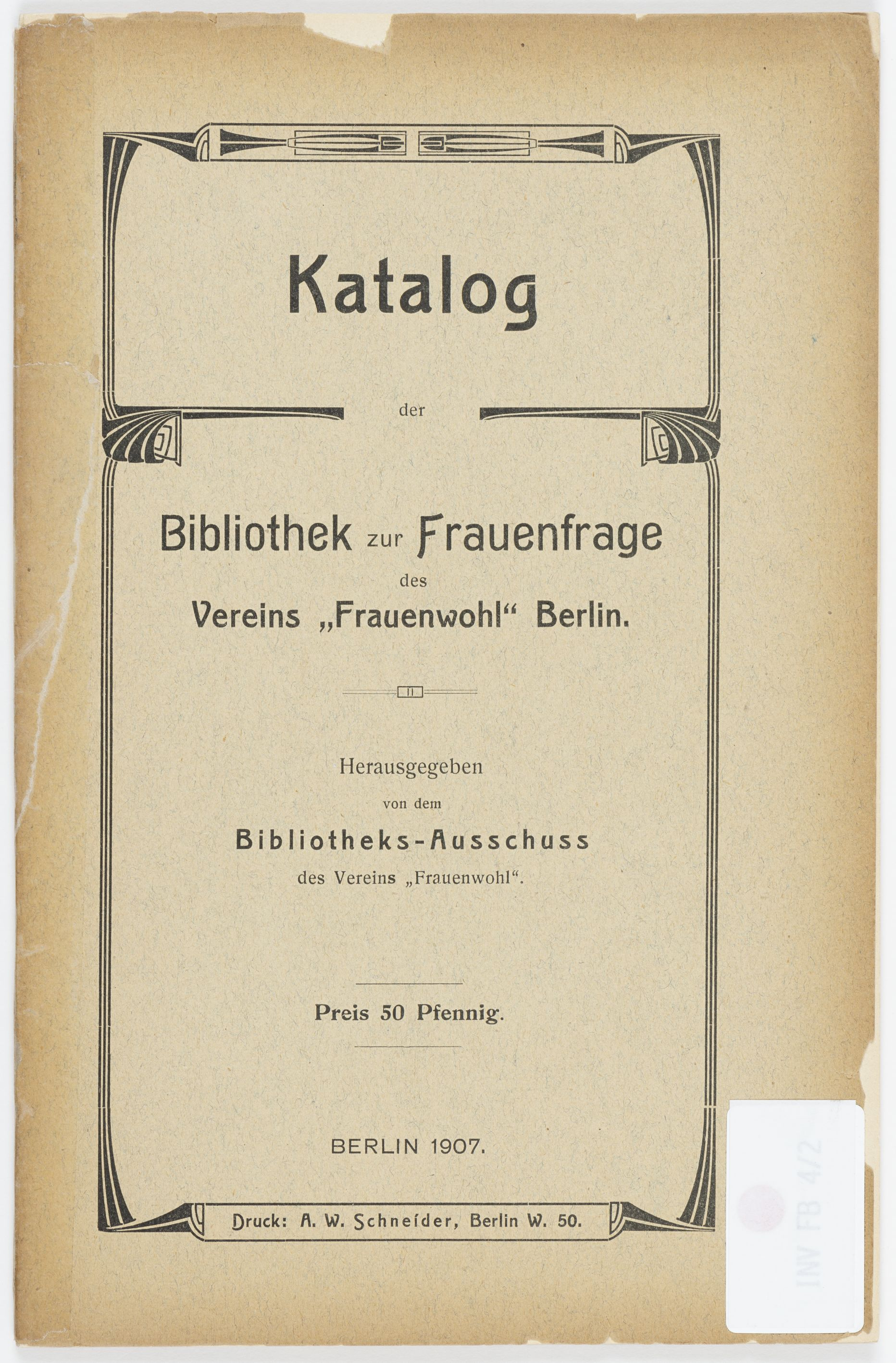
Katalog der Bibliothek zur Frauenfrage des Vereins Frauenwohl Berlin, 1907

Der Berliner Verein „Frauenwohl“ gehörte zu den radikalen bürgerlichen Frauenorganisationen seiner Zeit. Er strebte eine vollständige Gleichberechtigung von Frauen in der Gesellschaft an.
Dazu gehörten zunächst vor allem
- „Erstrebung von Fortbildungsschulen für Mädchen, Erweiterung der Berufszweige für Frauen, Heranziehen der Frauen zur Erfüllung sozialer Pflichten“

Später kamen als weitere Forderungen hinzu
- aktives und passives Wahlrecht für Frauen (seit 1894)
- Reform des Gefängniswesens
- Einheitliches Vereinsgesetz für ganz Deutschland
- Anstellung von Ärztinnen in öffentlichen Einrichtungen, wie  Schulen, Krankenkasse,  Sittenpolizei, im Gefängnis
- Grundlegende Reform des Mädchenschulwesens
- Ausdehnung der beruflichen Möglichkeiten von Frauen, insbesondere in neuen  wissenschaftlichen und gewerblichen Bereichen[2]

## Aktivitäten
Die hauptsächlichen Tätigkeiten des Berliner Vereins waren vor allem propagandistischer Art, einige andere Ortsvereine engagierten sich aber auch stärker sozial.
- die Organisation  von Diskussionen und Vorträgen zu frauenrechtlichen Themen
- Erarbeitung  von Petitionen (Eingaben) an Parlamente für die Änderung von gesetzlichen Regelungen
- Unterschriftensammlungen
- Schulungen von Frauen zum Erlernen von selbstständigen  Vorträgen und Diskutieren

- Informationskurse über Bürgerkunde, Verfassung, Vormundschaft, politische Parteien usw.

## Weitere Entwicklung des Berliner Vereins
Mitglieder des Berliner Vereins „Frauenwohl“ waren 1896 maßgeblich an der Organisation des ersten internationalen  Berliner Frauenkongresses  beteiligt.
Nach der Gründung des neuen Verbandes fortschrittlicher. Frauenvereine 1899 kamen  alle Vorstandsmitglieder aus dem Berliner Verein „Frauenwohl“. 
Während des Ersten Weltkrieges ruhte die Vereinstätigkeit weitgehend. Nach der Einführung des Frauenwahlrechts 1918 und der Einbeziehung führender Frauenrechtlerinnen  in neue politische und gesellschaftliche Funktionen erlahmte die Tätigkeit des Berliner Vereins „Frauenwohl“. 1919 trat Minna Cauer als Vorsitzende zurück. Am 20. März 1919 benannte sich der Verein in Politischer Frauenbund  um. Er wurde seitdem von einem Provisorischen Ausschuss geleitet, da Helene Stöcker die Wahl zur neuen Vorsitzenden nicht angenommen hatte. Am 31. Januar 1920 beschloss eine Mitgliederversammlung die Auflösung des Berliner Vereins.
In dieser Zeit lösten sich auch die meisten anderen Ortsvereine auf.

## Weitere Ortsvereine
In vielen deutschen  Städten gründeten sich ab etwa 1890 Ortsvereine mit dem Namen „Frauenwohl“. Diese waren organisatorisch selbstständig, teilten aber die Grundziele des Berliner Vereins. Die meisten von ihnen engagierten sich in ihrer Umgebung auch sozial, anders als der Berliner Verein.
Vereine „Frauenwohl“  gab es in Bonn, Breslau, Brieg, Bromberg, Danzig, Essen, Erlangen, Frankfurt a. Oder, Glogau, Görlitz, Hamburg, Hamm, Hof, Königsberg (1890), Nürnberg,  Rudolstadt, Sorau und anderen Städten.

## Publikationen
Ein wichtiger Bestandteil der Tätigkeit besonders des Berliner Vereins waren verschiedene Zeitschriften und weitere Publikationen
- Frauenwohl, bis 1895, durch Minna Cauer
- Die Frauenbewegung, 1895–1919, eigenständige Zeitschrift von Minna Cauer
- Zeitschrift für Frauen-Stimmrecht, seit 1907

- „Gelbe Broschüre“ von Helene Lange.[5]

## Hamburger Verein

### Entwicklung
In Hamburg wurde der Verein Ende 1895 gegründet und der Sitz befand sich, wie von vier weiteren Vereinen, im von Lida Gustava Heymann gegründeten Frauenzentrum in der Paulstraße 9 in Hamburg. Als Gründerinnen traten unter anderem Lida Gustava Heymann und insbesondere Minna Cauer in den Vordergrund.
Die Inhalte des Vereins überschnitten sich zwar mit jenen der Ortsgruppe des Allgemeinen Deutschen Frauenvereins, in der Arbeitsweise und im politischen Vorangehen gab es große Unterschiede:
„Im Verein Frauenwohl gab es niemals vorsichtige Wenns und Abers, es wurde niemals gefragt, ob jenes oder dieses Anstoß bei den Behörden oder in den vornehmen Hamburger Kreisen und Familien hervorrufen würde. Der Verein Frauenwohl erhob mit unverhüllter Sachlichkeit Protest gegen alles, was ihm ungerecht erschien, er kritisierte es auf öffentlichen Versammlungen und in der Presse, er stellte seine Forderungen auf und schloss keine Kompromisse“.

### Gründung einer Reformschule für Mädchen
Während vom Verein Frauenwohl die Reformschule begründet wurde, initiierte der Hamburger Allgemeine Deutsche Frauenverein Gymnasialkurse für Mädchen, die bereits in anderen Städten auf Bestrebungen von Helene Lange durchgeführt wurden. Doch während hierbei den Mädchen auf schnellstem Weg die notwendigen Kenntnisse für das Abitur „eingetrichtert“ wurden, sollte sich die Reformschule an folgenden Kriterien orientieren:
Mädchen sollte die Erreichung der Universitätsreife ermöglicht werden, die Schule sollte auf dem Prinzip der Koedukation basieren und die „vollwertige menschliche Entwicklung der Kinder“ stand im Mittelpunkt. Die Lehrpläne wurden in hohem Maße von Anita Augspurg und Käthe Schirmacher erstellt und als inoffizielle Leiterin fungierte die Pädagogin Else Pfleiderer.
Während allerdings die Gymnasialkurse sogar den Ersten Weltkrieg überdauerten, wurde die Reformschule 1905 aufgrund großen Widerstands wieder geschlossen.
Das Motto der Abschlussfeier lautete: „Der Mensch ist verehrungswürdig, der den Posten, wo er steht, ganz ausfüllt. Sei der Wirkungskreis noch so klein, er ist in seiner Art groß“ (Twellmann zitiert nach Schiller).